# 田代杏子
田代 杏子（たしろ きょうこ、1978年3月3日 - ）は、NHKのアナウンサー。

## 人物
広島県で生まれ、5歳から10歳までアメリカ・カリフォルニア州で育つ。ノートルダム清心中学校・高等学校、St. Mary Central Catholic High Schoolを経て津田塾大学学芸学部を卒業後、2002年入局。
大学在学中はテレビ朝日アスクにも通っていた。
2017年夏に大阪局アナウンス部から東京本局へ戻る際に国際放送局英語アナウンサーへ異動となり、NHK WORLDの2017年8月9日配信ニュースで中満泉（国際連合事務次長）へのインタビュアーとして登場した。
2023年8月の異動で国際放送局から再び大阪局へ戻り、同時期に大阪局から東京アナウンス室へ異動となった牛田茉友の後任として『NHKニュースおはよう関西』のキャスターに就任。
大阪局に異動後も、不定期で国際放送局（NHK WORLD）の英語ニュース番組、NHK NEWSLINEに出演している。

## 担当番組
☆印は現在担当中。
高知放送局時代（2002年度 - 2004年度）
- 高知県のニュース・中継・リポート
- いきいきワイド とさ情報市 （2003年 - 2005年）
- 列島縦断 鉄道12000キロの旅 土佐北川駅リポーター （2004年6月11日、衛星ハイビジョン）
- アテネオリンピック関連番組 （2004年8月、衛星第1テレビ）
- ふだん着の温泉 高知県いの町・蘇鶴温泉 ナレーション （2004年12月25日）

大阪放送局時代（1度目）（2005年度 - 2008年度）
- 関西のニュース
- ぐるっと関西おひるまえ （2005年4月 - 2006年3月、関西ローカル）
- あす開幕!NHK杯フィギュア〜レベル4への挑戦〜 （2005年11月30日）
- 第36回NHK上方漫才コンテスト （関西:2006年3月10日・その他の地域:4月23日）
- 第78回選抜高等学校野球大会 開会式 （2006年3月23日）
- ふだん着の温泉 和歌山・富里温泉 ナレーション （2006年6月25日）
- 第61回国民体育大会 のじぎく兵庫国体 開会式 （2006年9月30日、関西ローカル）
- 日本民謡ヤングフェスティバル2006 （2006年10月22日、衛星第2テレビ）
- たべもの新世紀 えびいも〜大阪・富田林市〜 リポーター （2006年12月10日）
- ふるさとの食にっぽんの食 世界に広がる日本のたべもの リポーター （2007年3月17日）
- 春うた2007〜出会い・別れ・旅立ちの歌 大阪城公園リポーター （2007年3月30日）
- 第89回全国高等学校野球選手権大会 開会式 （2007年8月8日）
- これこそ!わが町 元気魂 （2008年1月2日）
- おしゃれ工房 （2007年4月 - 2008年3月）
- 世界一周!地球に触れる・エコ大紀行（北半球、2008年4月 - 12月）

東京アナウンス室時代（1度目）（2009年度 - 2012年度）
- ニュースウオッチ9（リポーター）（2009年4月 - 2011年3月）
- NHK週刊ニュース（2010年8月6日、古野晶子のキャスター代行）
- NHKとっておきサンデー（2011年7月3日、高橋美鈴のキャスター代行（生放送部分のみ））
- ちょっと変だぞ日本の自然「新型生物誕生スペシャル」（2011年8月10日）司会
- ひるブラ（2011年4月 - 2012年3月）
- あさイチ リポーター（不定期出演）
- NHK海外ネットワーク（2012年6月30日、島津有理子のキャスター代行）
- スタジオパークからこんにちは（2012年4月5日 - 2013年3月21日）

大阪放送局時代（2度目）（2013年度 - 2017年度）
- 関西のニュース
- ゆうどきネットワーク 関西発（2014年2月28日） - 田丸麻紀の休演による代理司会、（2014年8月1日・8日・29日） - 田丸麻紀の産前産後休暇入りに伴う司会
- ルソンの壷
- 連続テレビ小説・「あさが来た」1週間/5分で「あさが来た」（2015年10月 - 2016年3月）　ナレーター
- ウィークエンド関西（2016年4月 - 2017年3月）
- 週末応援ナビ☆あほやねん！すきやねん！→学校再発見バラエティー あほやねん すきやねん（2013年4月 - 2016年3月）
- 新・ルソンの壷（2013年4月 - 2017年3月）
- ニュース・気象情報（全国の定時ニュース）（午後2時：大阪局から放送した場合）

国際放送局（NHKワールド）時代（2018年度 - 2023年7月）
- NHK NEWSLINE

大阪放送局時代（3度目）（2023年8月 - ）
- 関西のニュース⭐︎
- NHKニュースおはよう関西（キャスター：2023年8月 - 〈3週間サイクルで担当〉）⭐︎
- ニュース845〜関西のニュースと気象情報（不定期）⭐︎
- ニュース きん5時（石橋亜紗の代理キャスター：2024年3月8日）
- 京コトはじめ 笑いの伝統芸能　狂言（リポーター：2024年3月29日）
- 国際放送局（NHK WORLD）NHK NEWSLINE（不定期）⭐︎
- 列島ニュース （キャスター：2024年4月2日 - 〈週間サイクルで担当〉）⭐︎